# Église Sainte-Marie-Madeleine de Marioupol (ancienne)
L'église Sainte-Marie-Madeleine (russe : церковь Марии Магдалины ; ukrainien : церква Марії Магдалини) est un ancien édifice religieux orthodoxe de style russo-byzantin situé au cœur de la ville de Marioupol en Ukraine. 

## Histoire
Construite entre 1778 et 1791, elle est détruite à la fin du XIXe siècle, car trop vétuste, et remplacée par une nouvelle église, construite entre 1888 et 1897 et détruite en 1934,,,,. Sur son emplacement, la chapelle du tsarévitch Nicolas Alexandrovitch est construite en 1895, mais elle est elle-même détruite en 1934.